# Tywain McKee
Tywain „Ty” McKee (ur. 7 marca 1986 w Filadelfii) – amerykański koszykarz występujący na pozycjach rozgrywającego lub rzucającego obrońcy, obecnie zawodnik Borisfen Mogilev.
W 2009 reprezentował Washington Wizards podczas letniej ligi NBA. W 2013 podczas rozgrywek letniej ligi w Las Vegas bronił barw Toronto Raptors.
3 lutego 2019 opuścił zespół Kinga Szczecin.

## Osiągnięcia
Stan na 12 maja 2021, na podstawie, o ile nie zaznaczono inaczej.
NCAA
- Uczestnik turnieju NCAA (2008)
- Mistrz turnieju konferencji Mid-Eastern Athletic (MEAC – 2008)
- Zawodnik roku konferencji MEAC (2009)[5]
- Most Outstanding Player (MOP=MVP) turnieju MEAC (2008)
- Debiutant roku MEAC (2006)
- Zaliczony do:
  - I składu:
    - MEAC (2007, 2008, 2009)
    - turnieju MEAC (2008, 2009)
    - debiutantów MEAC (2006)

  - II składu (2006)
- Lider MEAC w:
  - liczbie:
    - punktów (556 – 2007)
    - przechwytów (64 – 2007, 91 – 2009)

  - średniej przechwytów (2,8 – 2009)
    - celnych rzutów wolnych (147 – 2008)

  - skuteczności rzutów wolnych (87% – 2008, 80,8% – 2009)

Drużynowe
- Mistrz:
  - Izraela (2015)
  - Białorusi (2011)
- Wicemistrz:
  - Eurocup (2014)
  - Australii (NBL – 2010)
- Brąz:
  - VTB/Rosji (2014)
  - EuroChallenge (2012)
- Zdobywca pucharu:
  - Francji (2016)
  - Rosji (2014)
  - ligi izraelskiej (2014)
- Finalista pucharu Izraela (2015)

Indywidualne
- MVP kolejki Eurocup (2, 3 – 2012/2013, 8 – 2015/2016)
- Zaliczony do I składu NBL (2010)
- Lider w przechwytach:
  - Eurocup (2013)
  - VTB (2013)